# Иоанникий (Аверкиев)
Иоанникий (Аверкиев) (в миру Трофим Никитович Аверкиев; 1823, Ливенский уезд. Орловская губерния — 10 [22] февраля 1882) — иеромонах, преподобный, местночтимый святой Украинской Православной Церкви.

## Биография
Родился в 1823 году в семье государственных крестьян Ливенского уезда Орловской губернии.
В 16 лет начал просить родителей благословить его уйти в монастырь. Не получивши разрешения, тайно ушел из дома в Толшевский Спасо-Преображенский монастырь Воронежской губернии. Через три месяца был найден в монастыре отцом и насильно приведен домой.
После смерти отца мать благословила его на поступление в монастырь.
10 октября 1845 года прибыл в Святогорскую пустынь, где стал келейником братского духовника иеромонаха Феодосия.
24 марта 1850 года пострижен в рясофор с именем Тимон и назначен на послушание пещерника — прислуживать преподобному Иоанну Затворнику в его пещерном затворе.
2 апреля 1854 года пострижен в мантию с именем Иоанникий.
16 августа 1857 года рукоположен во иеродиакона.
Через некоторое время назначен в скит преподобного Арсения Великого. Из-за чрезмерных трудов заболел и около полугода лечился в монастырской больнице, после выздоровления остался со слабым здоровьем.
14 августа 1864 года рукоположен в сан иеромонаха и назначен духовником богомольцев. Часто был посылаем в окрестные села для исполнения различных треб, проводил отчитки бесноватых. Свободное время посвящал молитве и чтению.
Перед смертью сильно болел воспалением легких.
10 [22] февраля 1882 года скончался. Похоронен у подземной церкви преподобных Антония и Феодосия Печерских.

## Канонизация
8 мая 2008 года Определением Священного Синода Украинской Православной Церкви принято решение о местной канонизации подвижника в Донецкой епархии, в Соборе Святогорских святых (день памяти — 11 (24) сентября).
Чин прославления подвижника состоялся во время визита в Святогорскую лавру 12 июля 2008 года Предстоятеля Украинской Православной Церкви Блаженнейшего Митрополита Киевского и всея Украины Владимира, в Свято-Успенском соборе лавры.